# Horowitzové

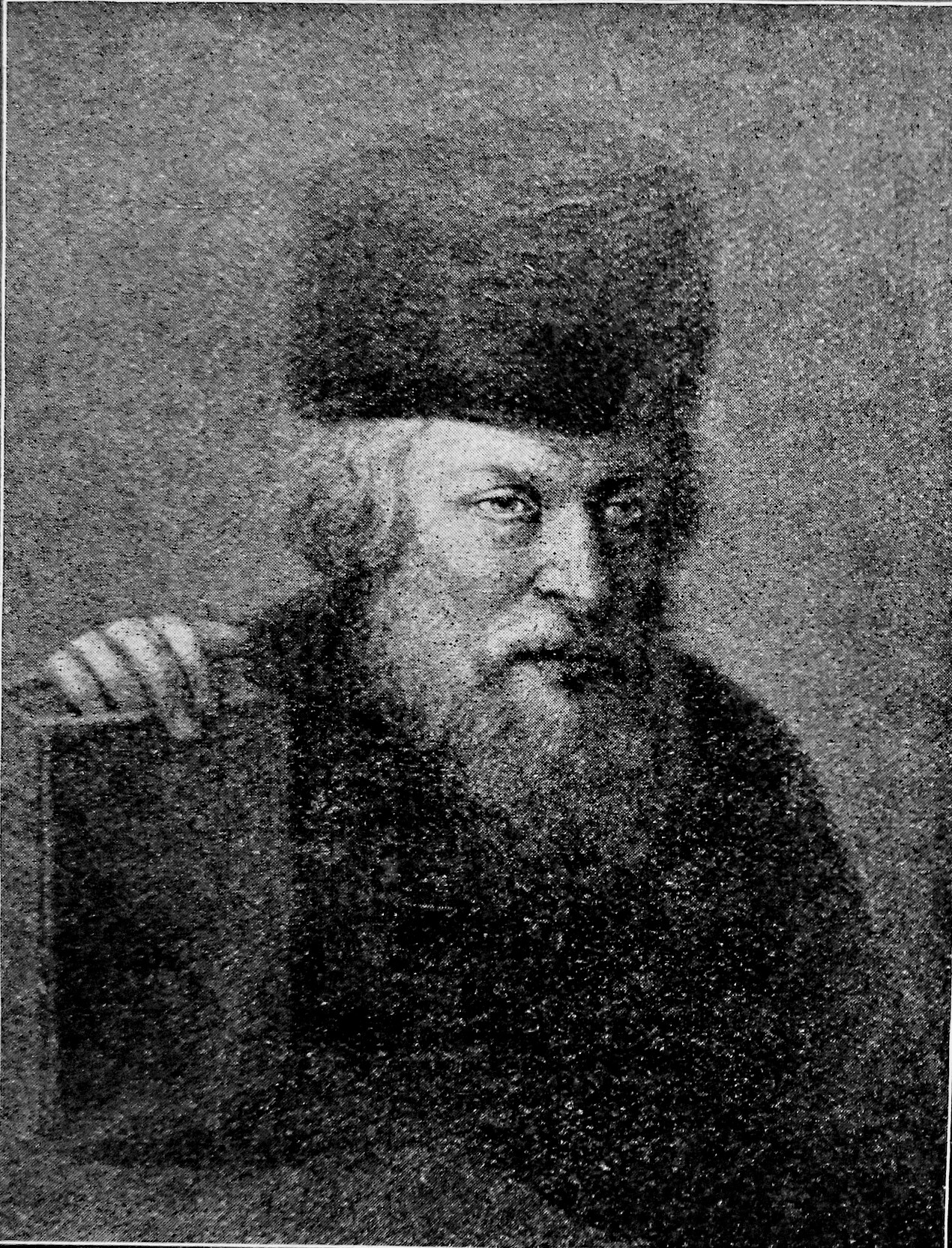
Obraz rabiho Šabtaje Šeftla Horowitze mladšího (1590–1660) uložený v Židovském muzeu v Praze.

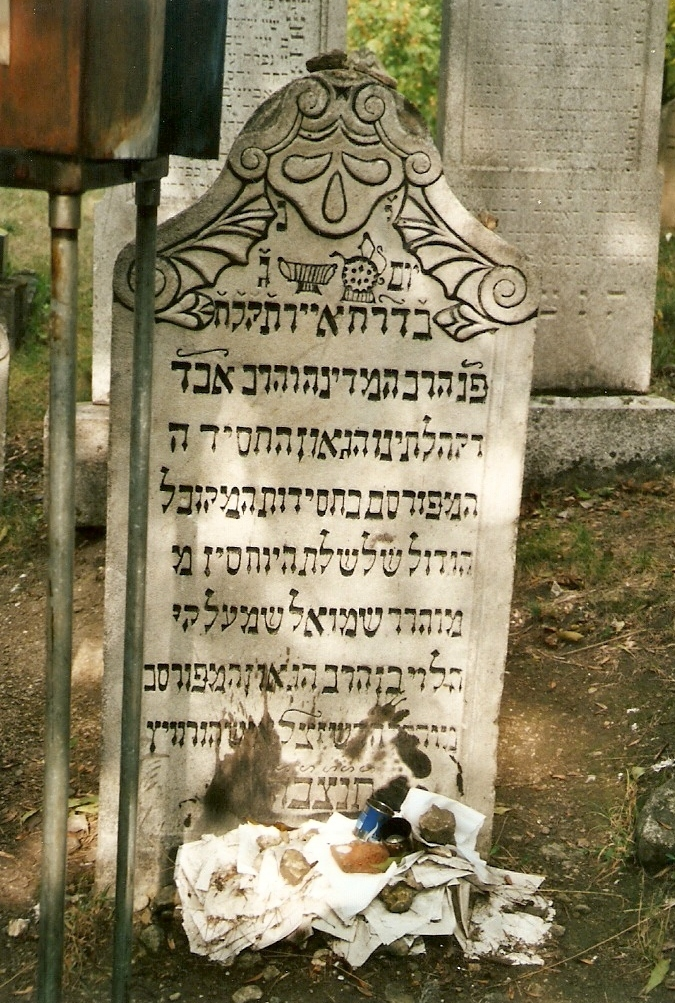
Náhrobek rabi Šmu'ela Šmelke Horowitze v Mikulově.

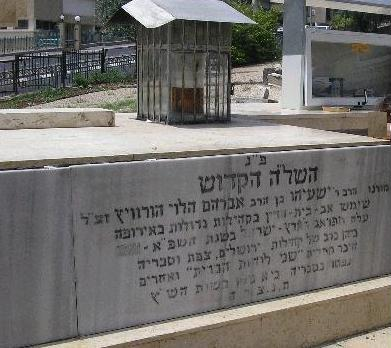
Náhrobek rabiho Ješaji Horowitze v Tiberii

Horowitzové, v českém přepise Horovicové a ve starší literatuře též Hořovští, vyskytují se však také podoby Horvitz, či Hurvitz apod. (hebrejsky משפחת הורוביץ‎, v jidiš האָראָװיץ‎) je levitská aškenázská rabínská rodina, která patří mezi nejvýznamnější v Evropě. V průběhu staletí dala rodina světu rabíny, veřejné osobnosti a náboženské osobnosti, stejně jako vědce, hudebníky a filozofy světového významu. Obecně se má za to, že má nejstarší a nejlépe zaznamenaný levitský rodokmen. Rod pochází od rabína Josefa ha-Leviho, který se v roce 1391 usadil ve středočeských Hořovicích (německy Horschowitz či Horowitz) a přijal příjmení „Iš-Horowitz“ (Muž z Hořovic).
Existuje však jiná rabínská rodina Horowitzů, jejichž hlavou byl rabi Naftali Cvi Horowitz z Ropschitz, kteří nejsou levitského původu (tato rodina se původně jmenovala Rubin a rabi Naftali Cvi přijal příjmení svého dědečka, rabiho Jickela Hamburgera).

## Původ
V rodině Horowitzů se traduje, že rabi Josef ha-Levi z Hořovic pocházel z katalánské Girony a byl přímým potomkem rabiho Zerachjá ha-Leviho, jenž byl sám potomkem rodiny Jizhariů z Girony. Ti se považovali za patrilinerání potomky Hemana ha-Ezrachiho, vnuka proroka Samuela. Ten byl přímým potomkem Jizhara, syna Kehata, syna biblického Léviho. Rodina ke svému patriarchovi, proroku Samuelovi, tradičně blízko. Rabi Šmu'el Šmelke Horovic z Mikulova (1726–1778) na smrtelné posteli proslul slovy: „Měli byste vědět, že má duše je duší proroka Samuela. Důkazem toho je, že se jmenuji jako on, Samuel. Prorok byl levita, stejně jako já. Prorok Samuel se dožil 52 let i mně je dnes 52 let. Prorok se jmenoval Samuel, já jsem však zůstal Šmelke." 
Od 16. století dominovala rodina pražské komunitě a uzavírala manželské svazky s dalšími prestižními rody. Později se rod rozšířil do východoevropských komunit a z jeho řad vzešlo mnoho rabínů a obecních vůdců. Po nástupu haskaly se z rodiny rekrutovalo několik osvícenských spisovatelů, učenců, hudebníků a vědců.

### Vzestup rodu
S růstem židovské komunity v Praze a díky pozemkové reformě, schválené v roce 1501 českým zemským sněmem, která Židům umožnila ve městě stavět a vlastnit další nemovitosti, prodali Horowitzové své majetky v Hořovicích a počátkem 16. století se přestěhovali do Prahy a přijal příjmení Horowitz.
Syn rabiho Josefa z Hořovic, politik a finančník Aharon Mešulam Horowitz (kolem roku 1470 Praha – 1545), známý také jako Žalman Hořovský, byl významnou postavou pražského ghetta, kde postavil Pinkasovu synagogu. Působil jako tzv. hofjud, tedy osobní bankéř Zdeňka Lva z Rožmitálu. Měl osm dětí, které se později staly základem rozrodu Horowitzů. 
Někteří členové rodiny jako rabi Šabtai Šeftel Horowitz (1565–1619) a rabi Ješaja Horowitz (1555–1630) později opustili Prahu a usadili se na území Polsko-litevské unie, kde Ješaja zastával rabínské funkce v Dubně a Ostrohu, nakonec odešel do Palestiny, kde se usadil a také zemřel v Tiberii. Jeho přítomnost vyvolala kabalistické oživení v Palestině 16. století.
Rabi Ješaja byl žákem rabi Mošeho Isserlese a pomáhal šířit jeho přístup k talmudu po celé Evropě, mj. tím, že mnoho členů rodiny Horowitzových se spojilo s rodinou Isserlesových. Rabi Ješaja byl autorem spisu Šenei luchot ha-Berit, který se později stal základním dílem evropské kabalistiky. Jeho syn rabi Šabtaj Šeftl Horowitz mladší (1590–1660) byl prominentním znalcem talmudu a rabínskou autoritou v Ostrohu, Fürthu, Frankfurtu nad Mohanem a Vídni.

## Některé význačné osobnosti rodu
Později se rod rozšířil do východoevropských komunit a z jeho řad vzešlo mnoho rabínů a obecních vůdců. Po nástupu haskaly se z rodiny rekrutovalo několik osvícenských spisovatelů, učenců, hudebníků a vědců, mezi nimi např.:
- Ješaja Horowitz, rabín a kabalista
- Šabtaj Šeftl Horowitz, pražský židovský učenec a kabalista
- Šabtaj Šeftl Horowitz mladší, rabín a talmudista
- Avraham ben Šabtaj Horowitz, rabín, dajan a učenec v 16. století
- Aharon Mešulam Zalman Horowitz, politik, finančník a mecenáš, stavitel Pinkasovy synagogy v Praze
- Ješaja ben Avraham ha-Levi Horowitz, český rabín a kabalista
- Ješaja ha-Lévy Horowitz, rabín ve Fürthu, Lipníku, Mladé Boleslavi, Poznani a Frankfurtu
- Ja'akov Jicchak Horowitz, zvaný Jasnovidec z Lublinu, rabín
- Šmu'el Šmelke Horovic Nikolsburg, chasidský rabín a kabalista z Mikulova
- Cvi Jehošua ha-Levi Horowitz, vrchní rabín v Jemnici, Třebíči a Prostějově
- Bella Horwitzová, česká židovská spisovatelka v jidiš činná v 18. století
- Cvi Hirš Horowitz, rabín a genealog rodu Horowitzů
- Vladimir Horowitz, klavírista
- Adolf Hurwitz, matematik
- Witold Hurewicz, matematik
- Bernhard Horwitz, šachista
- K potomkům rodiny patřil také filozof Karl Marx.[8]

## Související článka
- Horowitz
- Nikolsburgové rodová linie chasidských rabínů Horowitzů z Mikulova